# 霍瓦尔·伯科
霍瓦尔·伯科（挪威語：Håvard Bøkko，1987年2月2日—），挪威男子速度滑冰运动员。他曾代表挪威获得2018年冬季奥运会男子团体追逐赛金牌和2010年冬季奥运会男子1500米铜牌。